# Neoperla schlitz
Neoperla schlitz är en bäcksländeart som beskrevs av Bill P.Stark och Ignac Sivec 2008. Neoperla schlitz ingår i släktet Neoperla och familjen jättebäcksländor. Inga underarter finns listade i Catalogue of Life.